# Cambessedesia striatella
Cambessedesia striatella är en tvåhjärtbladig växtart som först beskrevs av Charles Victor Naudin, och fick sitt nu gällande namn av Angela Borges Martins. Cambessedesia striatella ingår i släktet Cambessedesia och familjen Melastomataceae. Inga underarter finns listade i Catalogue of Life.